# 天府之国

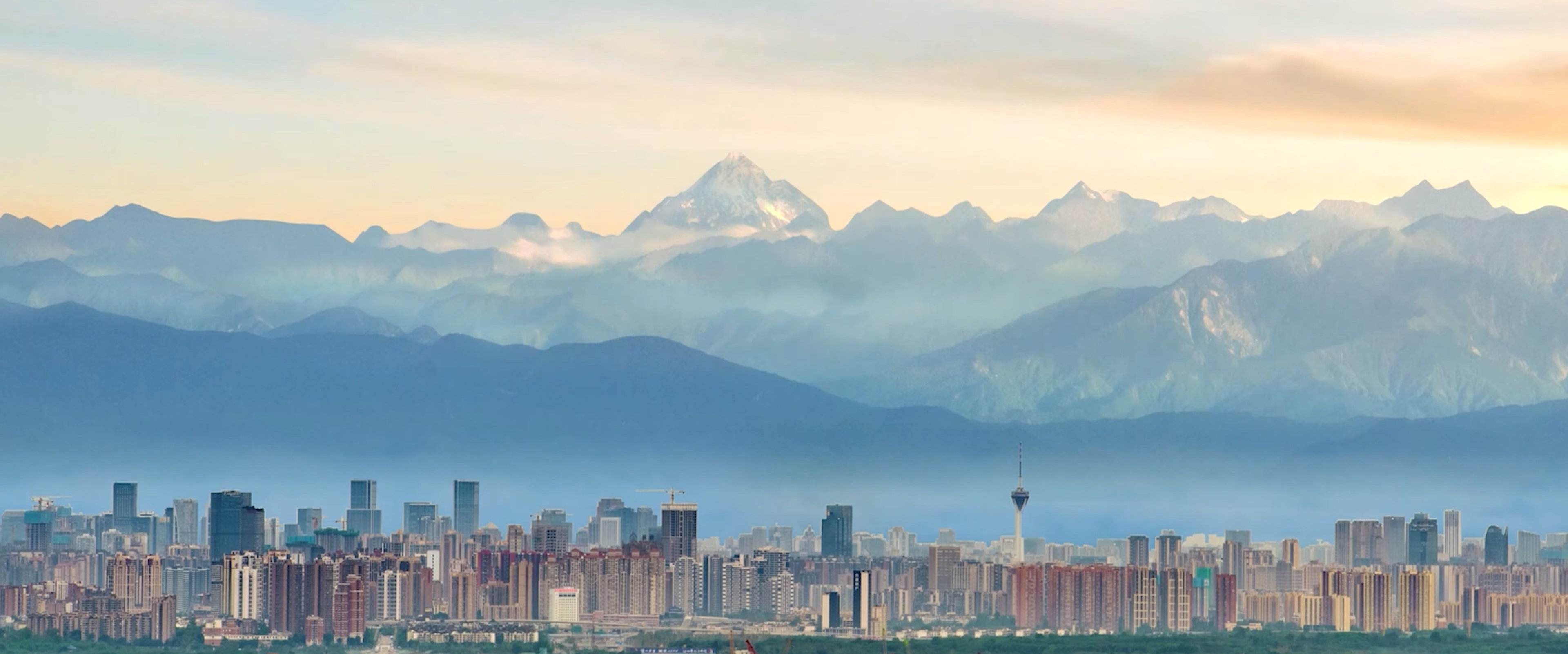
成都市

天府之国（四川话拼音：Tian1fu3zi1gue2），今日一般是指成都市、成都平原、四川盆地。这个称号還有其他的历史意义和使用情况。

## 字詞原義
根据《周礼·春官·宗伯》记载，“天府”最初的含义是负责礼仪的官职，掌管珍贵物品的保管、收藏及陈列。后来收藏这些珍贵物品的地方也称为“天府”，这是“天府”用于指称地点的开始。

## 指代地区
“天府”及“天府之国”用于指称物产丰富的地区。

### 关中地区
“天府之国”作為地区的稱呼最早见于《战国策·卷三》，苏秦称秦惠文王统治的地方为“天府”。这里的“天府”，主要是指关中地区。
秦末汉初时，张良把关中地区称为“天府之国”。《史记·留侯世家》中记载张良发言：“夫关中左殽函，右陇蜀，沃野千里，南有巴蜀之饶，北有胡苑之利，阻三面而守，独以一面东制诸侯。诸侯安定，河渭漕挽天下，西给京师；诸侯有变，顺流而下，足以委输。此所谓金城千里，天府之国也，刘敬说是也。”。这是最早使用“天府之国”的说法，把关中地区称为天府之国。

### 四川地区
天府之国用于指称四川，最早出自诸葛亮的“隆中对”。《三国志·诸葛亮传》记载：“益州险塞，沃野千里，天府之土，高祖因之以成帝业”。此处的益州，主要就是现在的四川盆地和汉中盆地。到唐朝李白的《上皇西巡南京歌十首》中一首诗：“九天开出一成都，万户千门入画图，草树云山如锦绣，秦间得及此间无。”这是历史上第一次将“秦”与“蜀”比较而对蜀地地位加以提高的诗句。现在，天府之国指称四川盆地、成都市或成都平原。

### 闽中地区
天府之国用于指称福州，出自大明万历二十四年（1596年）屠本畯的“闽中海错疏”。在《闽中海错疏·原序》中记载：“闽故神仙奥区，天府之国也，并海而东与浙通波，遵海而南与广接壤。”在古代，闽中主要就是现在的福州平原。